# بورن أنديرسون
بورن أنديرسون (بالسويدية: Björn Andersson)‏ (مواليد 20 يوليو 1951) هو لاعب كرة قدم.
| مباريات_وطنية1 = 28
| أهداف_وطنية1 = 1
| سنوات_مدرب1 = 1980–1981
| أندية_مدرب1 = Markaryds IF
| سنوات_مدرب2 = 1982–1983
| أندية_مدرب2 = Vallentuna BK
| سنوات_مدرب3 = 1995–2009
| أندية_مدرب3 = بايرن ميونخ (youth)
| سنوات_مدرب4 = 2011–2013
| أندية_مدرب4 = IFK Hässleholm (assistant)
| سنوات_مدرب5 = 2014–
| أندية_مدرب5 = IS Halmia (youth coordinator)
}}</ref> يلعب مع منتخب السويد لكرة القدم. سبق له أن لعب في كأس العالم لكرة القدم مع منتخب بلاده.

## روابط خارجية
- بورن أنديرسون على موقع الاتحاد الدولي (مؤرشف)  (الإنجليزية)
- بورن أنديرسون على موقع الاتحاد الأوربي (الإنجليزية)
- بورن أنديرسون على موقع قاعدة بيانات كرة القدم.إي يو (الإنجليزية)
- بورن أنديرسون على موقع بيانات كرة القدم. دي إي (الألمانية)
- بورن أنديرسون على موقع ناشيونال فوتبول تيمز (الإنجليزية)
- بورن أنديرسون على موقع عالم كرة القدم.نت (الإنجليزية)